# Zornia gibbosa
Zornia gibbosa är en ärtväxtart som beskrevs av Johan Baptist Spanoghe. Zornia gibbosa ingår i släktet Zornia och familjen ärtväxter. Inga underarter finns listade i Catalogue of Life.